# (29551) 1998 CH1
(29551) 1998 CH1 est un astéroïde de la ceinture principale découvert en 1998.

## Description
(29551) 1998 CH1 a été découvert le 5 février 1998 à la station de Xinglong, dans la province chinoise d'Hebei (Chine), par le Beijing Schmidt CCD Asteroid Program.

### Caractéristiques orbitales
L'orbite de cet astéroïde est caractérisée par un demi-grand axe de 2,91 ua, un périhélie de 2,69 ua, une excentricité de 0,08 et une inclinaison de 1,93° par rapport à l'écliptique. Du fait de ces caractéristiques, à savoir un demi-grand axe compris entre 2 et 3,2 ua et un périhélie supérieur à 1,666 ua, il est classé, selon la JPL Small-Body Database, comme objet de la ceinture principale.

### Caractéristiques physiques
(29551) 1998 CH1 a une magnitude absolue (H) de 14,6 et un albédo estimé à 0,317.